# Remember Mary Magdalen
Remember Mary Magdalen è un cortometraggio muto del 1914 scritto e diretto da Allan Dwan. Considerato un film perduto, fu interpretato da Pauline Bush, Murdock MacQuarrie e Lon Chaney.

## Produzione
Il film fu prodotto dalla Victor Film Company

## Distribuzione
Distribuito dall'Universal Film Manufacturing Company, il film - un cortometraggio di una bobina - uscì nelle sale cinematografiche USA il 23 febbraio 1914.
Non si conoscono copie ancora esistenti della pellicola che viene considerata presumibilmente perduta.